# ᶑ
ᶑ یک نویسهٔ لاتین است و در آوانگاری نشانهٔ هم‌خوان مکیده برگشتی واک‌دار است. این نویسه برساخته از یک D به همراه یک قلاب است که نشان‌دهندهٔ هم‌خوان مکیده و یک دنباله که گویای هم‌خوان برگشتی می‌باشد. 